# Enrique Fontanillo
Enrique Fontanillo Merino (Zamora, 17 de abril de 1943) es un filólogo y editor español formado y licenciado en la Universidad de Barcelona, especialidad de Filología Románica, en los años sesenta. Estudió también canto (tenor lírico) con el maestro Pablo Civil en el Conservatorio Superior de Música del Liceo de Barcelona y con la mezzosoprano Inés Rivadeneira en la Escuela Superior de Canto de Madrid. Además de participar en numerosos montajes colectivos, en los años ochenta dio, con notable éxito, una serie de recitales, normalmente acompañado por el pianista Juan Antonio Álvarez Parejo, pero fue una actividad que abandonó pronto, a pesar de los buenos augurios, por razones familiares y por sentirse más llamado hacia la actividad lingüística, didáctica y editorial.

## Trayectoria
A finales de los sesenta ejerció unos años como profesor de lengua y literatura en el IES "Menendez Pelayo" de Barcelona y como director de obra y jefe de redacción de la editorial Biblograf, editora de los diccionarios de las marcas Vox y Spes, donde tomó las riendas de la dirección lingüística y didáctica de tan ilustres antecesores como Samuel Gili Gaya y Alexandre Galí, así como la dirección de redactores y edición en aquella editorial. Allí dirigió una revisión de la Enciclopedia VOX en 5 volúmenes, hizo nuevas ediciones corregidas de diccionarios menores, redactó íntegramente el primer Diccionario Inicial, un Diccionario Ortográfico con rangos de frecuencia y preparó la tercera edición del gran VOX, Diccionario General Ilustrado de la Lengua Española (Biblograf,1972). En 1973, ya prestigiado como especialista en lexicografía y didáctica de la lengua y como editor de diccionarios, fue contratado por el presidente de Ediciones Anaya para crear un Gabinete de Lexicografía en esa empresa editorial, donde permaneció 15 años.
En esta etapa diseñó, dirigió, editó (y redactó en gran parte) el famoso DICCIONARIO ANAYA DE LA LENGUA , del que se vendieron más de dos millones de ejemplares en los primeros años y del que, por traducción y adaptación, se hicieron el DICIONARIO XERAIS DA LINGUA y el DICIONARI BARCANOVA DE LA LLENGUA, en gallego y catalán respectivamente.
Como colofón de esta serie de trabajos, preparó, con la colaboración de Julia Butinya Jiménez para el catalán, Manuel Rodríguez Alonso para el gallego y Juan Arriola Alcibararechuluaga para el vasco, un DICCIONARIO DE LAS LENGUAS DE ESPAÑA, conjunto de obras que, según Manuel Seco, constituyen una notable innovación y avance en los planteamientos, sobre todo didácticos, de lexicografía española. 
Con posterioridad a su estancia en Anaya, fue director del Instituto Ibérico de Lexicografía, Director Editorial en Salvat Editores y Director Editorial en Larousse-Planeta. 
Es autor también de Cómo utilizar los diccionarios (Anaya 1983) primer manual en su género (que ha sido profusamente utilizado y seguido para hacer otros similares), de un Análisis lexicométrico del diario El País (para la Unesco) y, junto con su esposa, María Isabel Riesco Prieto (fallecida en 2003), de Teleperversión de la lengua (Anthropos, 1990), Diccionario de sinónimos comentados (Plaza y Janés, 1993), Didáctica del diccionario escolar (Vicens Vives, 1998), Diccionario Escolar Fontanillo-Riesco (Vicens-Vives, 1998), Diccionario Junior Fontanillo-Riesco (Vicens-Vives, 1999), un método de ortografía visual y numerosos artículos y estudios de su especialidad. Ha participado como profesor en multitud de cursos de postgrado en diversas universidades españolas.
Ha residido en las ciudades de Zamora (donde hizo la enseñanza primaria), Alicante (donde hizo el bachillerato), Barcelona (donde hizo la licenciatura), Madrid, Tarragona y Vitoria.